# 小出英知
小出 英知（こいで ふさとも）は、丹波国園部藩2代藩主。吉親系小出家2代。

## 生涯
初代藩主・小出吉親の長男。母は本多正重の娘。
寛文7年（1667年）6月9日、父の隠居により跡を継ぐ。翌年に父が死去した後、父の隠居料だった5000石のうち、3000石を一族の小出吉直に、2000石を小出吉忠に分与した。延宝元年（1673年）10月27日、長男の英利に家督を譲って隠居し、常慶と号した。元禄8年（1695年）正月13日、78歳で死去した。

## 系譜
- 父：小出吉親（1590-1668）
- 母：本多正重の娘
- 正室：成瀬正虎の養女 - 成瀬之成の娘
- 側室：山崎氏
  - 三男：板倉重高（1667-1713） - 板倉重宣の養子
- 生母不明の子女
  - 長男：小出英利（1659-1713）
  - 次男：小出英陳
  - 女子：戸田氏利正室